# 927

## أحداث
- 27 يونيو - افتتاح جامع الازهر.
- اغتيال مدعي النبوة حاميم الغماري في المعمورة على يد جند الخليفة الأموي عبد الرحمن الناصر لدين الله.

## مواليد
- بورل الثاني